# Diéméressédougou
Diéméressédougou  est une localité du centre de la Côte d'Ivoire, et appartenant au département de Dabakala, Région de la Vallée du Bandama. La localité de Diéméressédougou est un chef-lieu de commune.